# Eleccions al Parlament de Navarra de 1991
Les Eleccions al Parlament de Navarra de 1991 se celebraren el 26 de maig. Amb un cens de 414.913 electors, els votants foren 276.773 (66,70%) i 138.149 les abstencions (33,30%). Fou elegit president Juan Cruz Alli Aranguren (UPN) com a cap de la llista més votada gràcies al fet que es presentaren en una sola llista totes les forces dretanes de Navarra.
- Els resultats foren:

| ← Eleccions al Parlament de Navarra, 1991 → |        |       |        |
| Partit                                      | Vots   | %     | Escons |
| UPN                                         | 96.006 | 34,95 | 20     |
| PSN-PSOE                                    | 91.645 | 33,36 | 19     |
| Herri Batasuna                              | 30.762 | 11,20 | 6      |
| Eusko Alkartasuna                           | 15.170 | 5,52  | 3      |
| IU-EBN                                      | 11.167 | 4,07  | 2      |
| Batzarre                                    | 6.543  | 2,38  |        |
| Euskadiko Ezkerra                           | 5.824  | 2,12  |        |
| Centro Democrático y Social                 | 5.680  | 2,06  |        |
| Partido Agrícola Ganadero                   | 3.855  | 1,40  |        |
| EAJ-PNV                                     | 3.071  | 1,12  |        |
| EKA                                         | 1.353  | 0,49  |        |

A part, es comptabilitzaren 3.637 (0,88%) vots en blanc.

## Diputats
- Juan Cruz Alli Aranguren (UPN)
- Floren Aoiz Monreal (Herri Batasuna)